# Gutshaus Gebersdorf

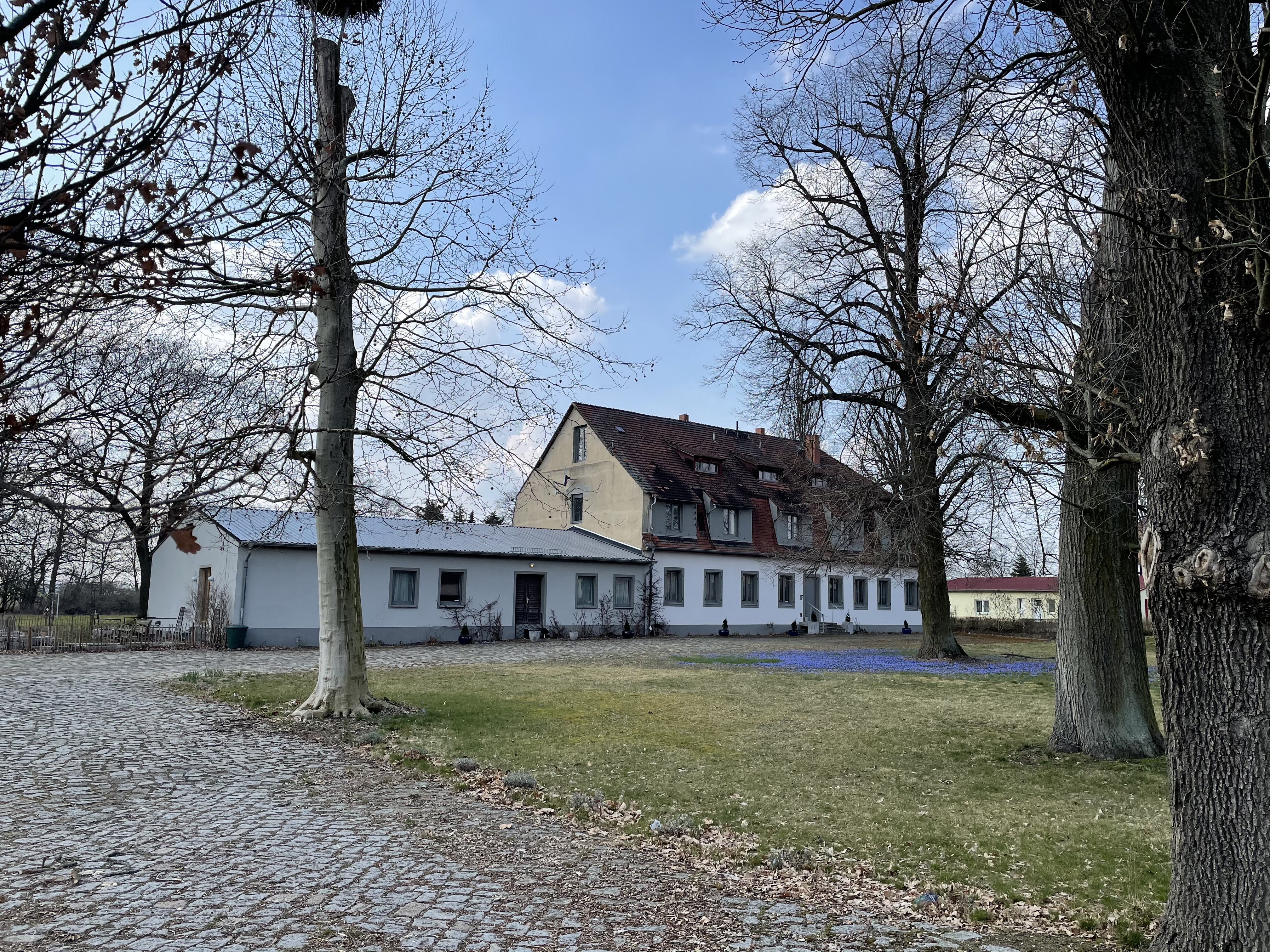
Gutshaus Gebersdorf

Das Gutshaus Gebersdorf ist ein denkmalgeschütztes Herrenhaus in Gebersdorf, einem Ortsteil der Stadt Dahme/Mark im Landkreis Teltow-Fläming im Land Brandenburg.

## Lage
Die Landstraße 70 führt als Gebersdorf von Norden kommend in südlicher Richtung durch den Ort. Das Gutshaus steht westlich der Straße und dort südlich der Dorfkirche Gebersdorf.

## Geschichte
Das genaue Baujahr des Gutshauses ist bislang nicht bekannt. Das Brandenburgische Landesamt für Denkmalpflege und Archäologische Landesmuseum (BLDAM) gibt in seiner Datenbank die Angabe „um 1800“ an. Der Ort war zu dieser Zeit im Besitz der Familie von Kleist. Friedrich von Kleist erbte Gebersdorf nach dem Tod seiner Mutter, Eva Eleonora Louise geborene von Schlomach, und heiratete 1783 Friederike Theresia Amalie Gräfin von Hoffmannsegg. Beide lebten jedoch nicht im Ort, sondern zogen in das Barockschloss Rammenau. Aus der Beziehung ging eine Tochter, Auguste, hervor. Sie erbte 1819 die Güter Mehlsdorf und Gebersdorf. Von ihr, mittlerweile mit einem General von Brockhusen verheiratet, ging das Gut 1859 an den Major Hans Ewald von Kleist, der im Deutsch-Französischen Krieg 1870 tödlich verwundet wurde. 1879 gehörte eine Brennerei zum Gutsbetrieb. Das Gut fiel von an seinen Bruder Eduard Bogislav von Kleist und von dort im Jahr 1911 an seinen Neffen Hans von Kleist, der jedoch bereits 1916 starb. Seine Witwe übernahm das Gut bis 1924 und übertrug es an den zeitweiligen Generalbevollmächtigten des Hauses Preußen Leopold von Kleist. Ihm machte die Weltwirtschaftskrise schwer zu schaffen und so war er gezwungen, das durch den Oberleutnant a. D. Georg Spielvogel bereits verwaltete Gut mit 378 ha gesamt 1931 zu verkaufen. Es ging 1933 an einen Herrn Müller und von dort 1938/1939 an den Hofrat Alfred Ackermann, den Sohn des Verlegers Albin Ackermann. Nach seinem Tod übernahm sein Sohn Erich ab 1941 die Geschäfte. Er ließ das Gutshaus umbauen. Es entstanden ein Swimmingpool mit Badehaus und Tennisplatz sowie eine Garage für seine Fahrzeuge.
Nach dem Zweiten Weltkrieg wurde Ackermann enteignet und die Ländereien an Neubauern verteilt. Der südliche Teil des Gebäudes wurde auf der Grundlage des SMAD-Befehls Nr. 209 im Jahr 1947 abgerissen. Nach der Gründung einer LPG Dahme wurde der verbleibende Teil als Lehrlingswohnheim und Betriebsküche genutzt. Im Erdgeschoss fanden Kinovorführungen statt. Im südlichen Bereich entstand in den 1970er Jahren ein Anbau, der als Konsum diente. Nach der Wende stand das Gutshaus leer und wird seit Anfang des 21. Jahrhunderts privat genutzt.

## Baubeschreibung

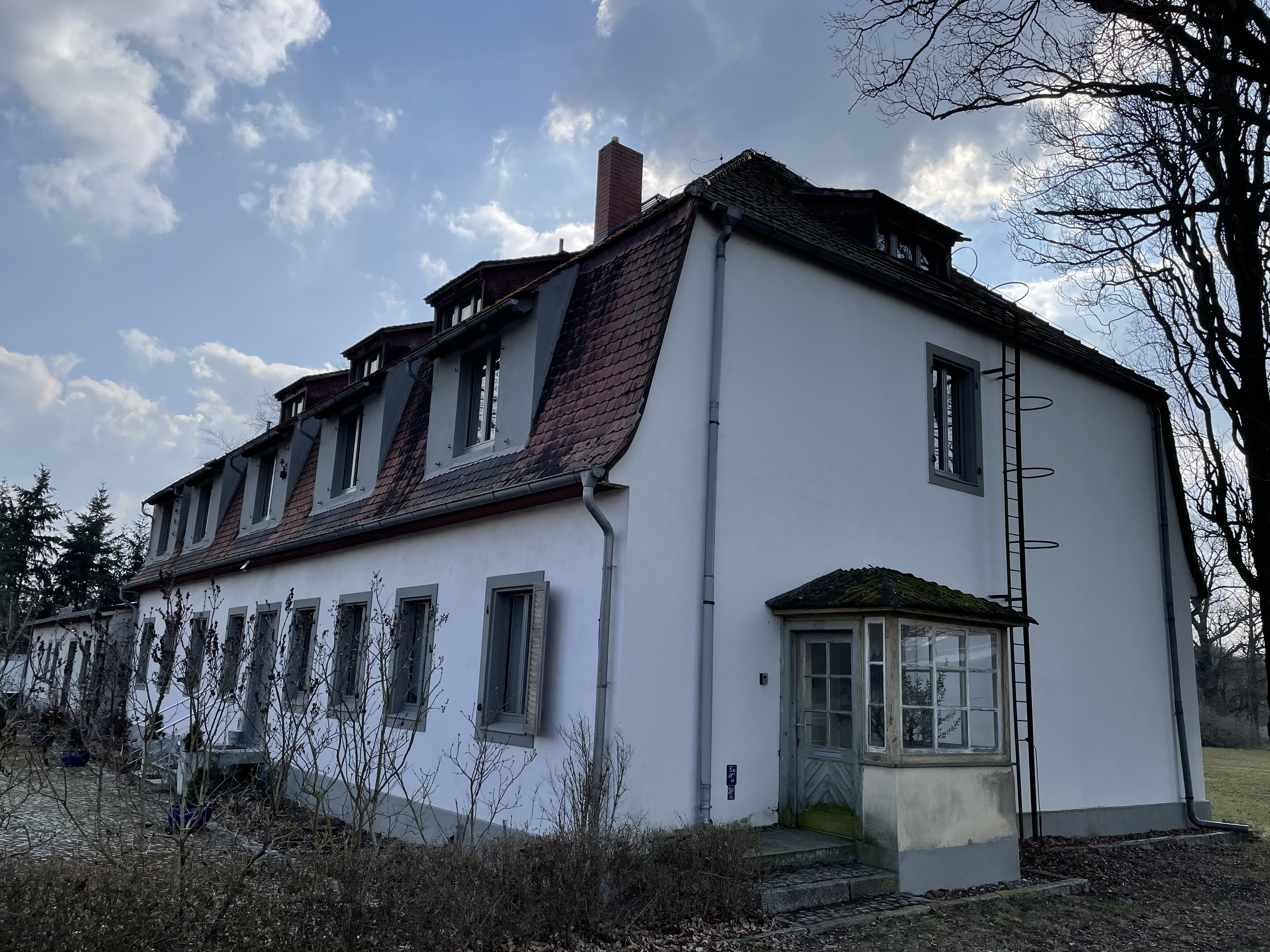
Seitenansicht

Das Bauwerk ist neun Achsen breit und hat einen rechteckigen Grundriss. Im unteren Geschoss sind jeweils acht hochrechteckige Fenster, dessen Form durch Fasche betont werden. Der Zugang erfolgt durch eine schlichte, hochrechteckige Tür von der Straßenseite aus. Im Mansarddach befinden sich auf der Straßenseite sechs, auf der Parkseite drei Schleppgauben, darüber jeweils drei weitere Gauben. An der Südostseite fehlt seit dem Abbruch des südlichen Teils des Gebäudes der Krüppelwalm.